# Murnik
Murnik je priimek več znanih Slovencev:
- Andrea Murnik, galerist slovenskega rodu v Italiji (prej kirurg, psiholog...)
- Anton Murnik, urednik časnika Amerikanski Slovenec
- Ivan (Janez) Murnik (1839–1913), politik, sokolski starosta
- Marija Murnik Horak (1845–1894), narodna buditeljica, organizatorka dobrodelnih, prosvetnih in ženskih društev
- Rado Murnik (1870–1932), časnikar, humorist in dramatik
- Viktor Murnik (1874–1964), trener gimnastike, športni delavec in publicist